# Poliocrania maculifer
Poliocrania maculifer, "kortstjärtad myrfågel", är en fågelart i familjen myrfåglar inom ordningen tättingar. Den betraktas oftast som underart till brunryggig myrfågel (Poliocrania exsul), men urskiljs sedan 2016 som egen art av Birdlife International och IUCN. Internationella naturvårdsunionen IUCN kategoriserar den som livskraftig.
Fågeln delas in i två underarter med följande utbredning:
- P. m. cassini –  sydostligaste Panama (Darién söder om Golfo de San Miguel) och norra Colombia (norra Chocó österut till södra Cesar och nedre Magdalenadalen söderut till Bolívar).
- P. m. maculifer – Stillahavssluttningen i västcentrala och sydvästra Colombia (söderut från centrala Chocó) och västra Ecuador (söderut till El Oro).